# نهائي كأس الجزائر 1971
نهائي كأس الجزائر 1971 هي المباراة النهائية من منافسة كأس الجزائر 1970–71، أقيمت المباراة في 13 يونيو 1971، في ملعب 20 أوت 1955، بين فريقي نادي مولودية الجزائر، واتحاد الجزائر، وفاز فيها نادي مولودية الجزائر، بعد أن هزم اتحاد الجزائر، بنتيجة 2 - 0.

## تفاصيل المباراة
لعبت المباراة النهائية في 13 يونيو 1971.
| نادي مولودية الجزائر | 2 -0 | اتحاد الجزائر |
| -------------------- | ---- | ------------- |
|                      |      |               |